# 朱炳熊
朱炳熊，浙江省湖州府歸安縣人，清朝政治人物、進士出身。
光緒六年（1880年），参加庚辰科殿試，登進士二甲第94名。同年五月，著分部學習。